# 葛东升
葛东升（1946年—），山东武城人，中国人民解放军将领、中国人民解放军中将。 
1998年，授予中国人民解放军中将，曾任第二炮兵副司令员、军事科学院副院长。2008年，当选第十一届全国政协常务委员，代表特别邀请人士，分入第五十六组。并担任经济委员会专委。